# مقاطعة باويشيك (آيوا)
مقاطعة باويشيك (بالإنجليزية: Poweshiek County)‏ هي إحدى مقاطعات ولاية آيوا في الولايات المتحدة الأمريكية.